# Арча (село)
Арча́ (тадж. Арча) — село у складі Хатлонської області Таджикистану. Входить до складу Дехконаріцького джамоату Фархорського району.
Назва означає ялівець.
Населення — 2158 осіб (2010; 2398 в 2009, 1057 в 1976).
Національний склад станом на 1976 рік — таджики.